# René-François de Sluse
René-François Walter de Sluse, né à Visé (Belgique) le 2 juillet 1622 et décédé le 19 mars 1685  à Liège, est un abbé de l'Abbaye de la Paix-Dieu à Amay, et mathématicien liégeois de renom. 

## Biographie
Sluse est né à Visé dans une famille prospère. Il fait des études de droit à Louvain de 1638 à 1642, puis obtient le titre de docteur à l'université de Rome en 1643. Il étudie ensuite l'astronomie et les mathématiques, en particulier la géométrie de Cavalieri.
En 1650, il est chanoine de Saint-Lambert. En 1659, il est membre du conseil privé de la cathédrale de Liège et en 1666, il est abbé de la Collégiale d'Amay.
Ces charges ecclésiastiques lui laissent peu de temps pour se consacrer au travail scientifique. Il correspond toutefois longuement avec les grands penseurs de son temps, (Blaise Pascal, Christiaan Huygens, Michelangelo Ricci, John Wallis, l'astronome Ismaël Bouillau, le voyageur Balthasar de Monconys, mais aussi le philosophe libertin Charles de Saint-Évremond ou le mémorialiste Paul de Gondi, cardinal de Retz) et c'est principalement par ces correspondances que ses travaux nous sont connus.
En 1674, il est élu membre de la Royal Society.
En mathématiques, il a travaillé plus particulièrement sur la résolution des équations de degré quatre et trois obtenue par intersections de coniques, publiant ses travaux dans le Mésolabum (1659). Ses méthodes pour déterminer des tangentes perfectionnent les méthodes de Descartes et en font un pionnier dans le calcul infinitésimal. Il a ainsi inspiré Leibniz dans le développement de cette branche des mathématiques. La famille de courbes {\displaystyle y^{n}=k(a-x)^{p}x^{m}} où tous les exposants sont entiers porte son nom. 
Mais de Sluse ne s'est pas exclusivement intéressé aux mathématiques, il a aussi publié en astronomie, physique, histoire naturelle et théologie. Il est l'inventeur d'un thermomètre.

## Hommage
La rue de Sluse à Liège lui rend hommage.